# Schuurmansiella angustifolia
Schuurmansiella angustifolia là một loài thực vật có hoa trong họ Ochnaceae. Loài này được (Hook. f.) Hallier f. miêu tả khoa học đầu tiên năm 1913.